# الرؤيس (ذي السفال)

تعديل مصدري - تعديل

الرؤيس محلة تابعة لقرية الكربة، التابعة لعزلة وادي ضباء بمديرية ذي السفال إحدى مديريات محافظة إب في الجمهورية اليمنية، بلغ تعداد سكانها 283 حسب تعداد اليمن لعام 2004.